# OpenCola
OpenCola är ett varumärke för cola vars recept är fritt tillgängligt och licenserat under GNU General Public License.
Ursprungligen var det tänkt som marknadsföring för öppen källkod, men man sålde snabbt 150 000 burkar. Det Toronto-baserade företaget OpenCola grundat av Grad Conn, Cory Doctorow och John Henson blev mer kända för läsken än mjukvaran den var tänkt att vara marknadsföring för.